# Bandarban (zila)
Bandarban (en bengalí: বান্দরবান) es un zila o distrito de Bangladés que forma parte de la división de Chittagong. Está al sureste del país, en la región montañosa de las colinas de Chittagong. Se llama Rwa-daw Mro en localidad, especialmente por Marma personas.
Comprende 7 upazilas en una superficie territorial de 4479 km² : Bandarban Sadar, Thanchi, Lama, Naikhongchhari, Ali Kadam, Rowangchhari, y Ruma.
La capital es la ciudad de Bandarban.

## Upazilas con población en marzo de 2011[2]
- Alikadam 49,317
- Bandarban Sadar 88,282
- Lama 108,995
- Naikhongchhari 61,788
- Rowangchhari 27,264
- Ruma 29,098
- Thanchi 23,591

## Demografía
Según estimación 2010 contaba con una población total de 371990 habitantes. Tiene menor densidad de población todo 
en la país.